# Erica Malunguinho
Erica Malunguinho da Silva (Recife, 20 de novembro de 1981) é uma educadora, artista plástica e política brasileira. É filiada ao Partido Socialismo e Liberdade (PSOL).
Em 2018 foi eleita deputada estadual por São Paulo, sendo a primeira mulher transgênero da Assembleia Legislativa de São Paulo. Erica é mestra em Estética e História da Arte pela Universidade de São Paulo (USP) e criadora do Aparelha Luzia, um espaço para fomentar produções artísticas e intelectuais na capital paulista.

## Biografia
Erica nasceu em 20 de novembro de 1981 em Recife. Ela foi designada do sexo masculino ao nascer, foi criada por sua mãe e família e cresceu em Recife, Pernambuco. O sobrenome "Malunguinho" refere-se ao culto a Jurema Sagrada, uma entidade das florestas de Pernambuco, em Catucá - região pela qual  passaram seus ancestrais. O termo "malungo" é usado por descendentes de africanos Bantu para significar "camarada" ou "companheiro". É assim que os escravizados referem-se a outra pessoa que, como eles, atravessou o oceano e começou uma nova vida.
Sua mãe, a única educada na família, trabalhava como enfermeira para apoiar Erica, seus irmãos e os demais membros da casa. Erica cresceu imersa na cultura negra e indígena. "Todos nós sabíamos que éramos negros, mas quando você é negro no Brasil, também sofre racismo dentro da família", disse ela. "Estávamos sempre comparando quem tinha o nariz mais largo ou o cabelo mais áspero".
Após o ensino médio, Erica sentiu como se "tivesse que viver outra vida". Mudou-se para São Paulo aos dezenove anos com a ideia de se reinventar. Na capital paulista começou a reconhecer melhor sua identidade de gênero silenciada e começou a se entender como uma mulher trans. "Eu sempre fui trans. Estava vivendo uma vida gay e uma vida trans ao mesmo tempo". Com o apoio da mãe, Malunguinho escolheu seu novo nome.
Nos anos seguintes, Erica frequentou a Universidade de São Paulo, cursando mestrado em estética e história da arte. Ela passou um tempo trabalhando como artista plástica e produziu fotografia, performances, escritos e desenhos. Além de montar seu estúdio no bairro de Campos Elíseos, em São Paulo, Erica também passou os últimos quinze anos trabalhando como ativista e educadora. Trabalhou na formação de professores das esferas pública e privada em temas relacionados à arte, cultura e política.

## Aparelha Luzia
Em 2016, Erica transformou seu estúdio de arte no centro cultural e político Aparelha Luzia. Foi concebido como um "quilombo urbano" e rapidamente tornou-se conhecido como um dos espaços culturais negros mais influentes e importantes do Brasil. Um quilombo é uma sociedade brasileira "marrom" que simboliza o primeiro ato de resistência à escravidão. Hoje, os quilombos geralmente são comunidades negras rurais que mantêm sua herança e cultura africana e suas lutas contra o racismo. Aparelha Luzia é visto como um dos mais proeminentes centros de resistência negra, reunindo negros para encontrar abrigo contra o racismo que enfrentam diariamente. Além disso, também é considerado um local para apresentar produções artísticas e intelectuais com o objetivo de difundir a produção cultural e política da negritude. O quilombo também abriga festas, cursos, formações, debates, aniversários e é um local para os negros se conectarem e se concentrarem em questões negras. Aparelha Luzia está alojado em um armazém de 10.000 pés quadrados e quase todos os dias da semana apresenta música ao vivo, arte e confraternizações. Erica criou para que não haja taxa de entrada, devido ao seu compromisso com o espaço ser aberto ao maior número possível de pessoas. Embora Aparelha Luiza seja gerenciada por meio de um coletivo, é o sonho de Erica que levou mais de 200 mil pessoas ao quilombo nos últimos dois anos. Ela defendeu que pessoas negras de todas as identidades de gênero e sexuais sintam-se incluídas, aceitas e protegidas.

## Carreira política
Aos 36 anos, Erica tornou-se a primeira mulher trans a ser eleita para uma assembleia legislativa no Brasil. Uma de suas principais motivações para concorrer foi o assassinato de Marielle Franco, uma política afro-brasileira LGBT. "Chorei muito quando soube do Assassinato de Marielle Franco. Seu projeto político acabou de acabar. Foi uma mensagem para nós que não deveríamos estar lá brigando por nossos corpos e resistindo ao genocídio e ao racismo. Eu tinha tanto ódio em mim. Ao mesmo tempo, eu sabia que precisava tomar esse ódio e fazer algo positivo com ele". Erica concorreu como membro do Partido Socialismo e Liberdade (PSOL). Este partido é um dos partidos mais de esquerda do Brasil. Sua coalizão é "Sem Medo de Mudar São Paulo". Erica está motivada a combater o racismo por meio do turismo social nos quilombos e territórios indígenas como estratégia para combater a discriminação e advogar pela proteção e visibilidade das minorias, além de promover uma economia sustentável. Ela também prometeu lutar pelos direitos da comunidade LGBTQ e afirmou que se concentraria nos direitos fundamentais das pessoas trans e em sua inclusão na força de trabalho. Além disso, Erica planeja apoiar propostas que beneficiem pessoas sem-teto e revisar programas de habitação. Ela deseja promover uma recepção compassiva em hospitais e delegacias de polícia para sobreviventes de agressão sexual e defender a garantia de atendimento civil e tolerante para mulheres que procuram abortos.
Plataforma de campanha
Erica concorreu ao congresso em uma plataforma com cinco características principais: renovação política, ampliação do debate, ideia do Quilombo, direitos fundamentais e desafios políticos.